# Coupe du monde de ski de fond 1989-1990
Navigation
Édition précédente Édition suivante
La 9e édition de la Coupe du monde de ski de fond s'est déroulée du 9 décembre 1989 au 17 mars 1990. Le Norvégien Vegard Ulvang remporte le classement général chez les hommes pendant que la Soviétique Larisa Lazutina remporte la Coupe du monde.

## Classements

### Classements généraux
| Rang | Nom              | Points |
| ---- | ---------------- | ------ |
| 1    | Vegard Ulvang    | 145    |
| 2    | Gunde Svan       | 144    |
| 3    | Bjørn Dæhlie     | 118    |
| 4    | Jochen Behle     | 88     |
| 5    | Christer Majbäck | 86     |
| 6    | Torgny Mogren    | 78     |
| 7    | Vladimir Smirnov | 74     |
| 8    | Terje Langli     | 52     |
| 9    | Jan Ottosson     | 48     |
| 10   | Lars Håland      | 43     |

| Rang | Nom                 | Points |
| ---- | ------------------- | ------ |
| 1    | Larisa Lazutina     | 146    |
| 2    | Elena Välbe         | 137    |
| 3    | Trude Dybendahl     | 136    |
| 4    | Svetlana Nagueïkina | 134    |
| 5    | Manuela Di Centa    | 126    |
| 6    | Lioubov Iegorova    | 94     |
| 7    | Tamara Tikhonova    | 76     |
| 8    | Stefania Belmondo   | 66     |
| 9    | Jaana Savolainen    | 52     |
| 10   | Tuulikki Pyykkönen  | 47     |

## Calendrier et podiums

### Hommes
| Étape | Lieu           | Épreuve         | Date             | Vainqueur          | Deuxième          | Troisième          |
| ----- | -------------- | --------------- | ---------------- | ------------------ | ----------------- | ------------------ |
| 1     | Salt Lake City | 15 km Classique | 9 décembre 1989  | Bjørn Dæhlie       | Vegard Ulvang     | Jochen Behle       |
| 2     | Calgary        | 15 km Libre     | 16 décembre 1989 | Christer Majbäck   | Bjørn Dæhlie      | Markus Gandler     |
| 3     | Calgary        | 50 km Classique | 17 décembre 1989 | Jochen Behle       | Igor Badamtchine  | Maurilio De Zolt   |
| 4     | Moscou         | 30 km Libre     | 13 janvier 1990  | Gunde Svan         | Vegard Ulvang     | Torgny Mogren      |
| 5     | Campra         | 15 km Libre     | 17 février 1990  | Bjørn Dæhlie       | Vegard Ulvang     | Torgny Mogren      |
| 6     | Val di Fiemme  | 30 km Classique | 21 février 1990  | Gunde Svan         | Vegard Ulvang     | Bjørn Dæhlie       |
| 7     | Reit im Winkl  | 30 km Classique | 25 février 1990  | Vladimir Smirnov   | Torgny Mogren     | Jochen Behle       |
| 8     | Lahti          | 30 km           | 3 mars 1990      | Bjørn Dæhlie       | Vegard Ulvang     | Lars Håland        |
| 9     | Trondheim      | 15 km Classique | 6 mars 1990      | Alexei Prokourorov | Gunde Svan        | Christer Majbäck   |
| 10    | Örnsköldsvik   | 30 km Classique | 10 mars 1990     | Terje Langli       | Harri Kirvesniemi | Vladimir Smirnov   |
| 11    | Vang           | 50 km Libre     | 17 mars 1990     | Gunde Svan         | Torgny Mogren     | Alfred Runggaldier |

### Femmes
| Étape | Lieu           | Épreuve          | Date             | Vainqueur           | Deuxième            | Troisième           |
| ----- | -------------- | ---------------- | ---------------- | ------------------- | ------------------- | ------------------- |
| 1     | Salt Lake City | 5 km Classique   | 9 décembre 1989  | Jaana Savolainen    | Tuulikki Pyykkönen  | Svetlana Nagueïkina |
| 2     | Salt Lake City | 15 km Libre      | 10 décembre 1989 | Stefania Belmondo   | Larisa Lazutina     | Elena Välbe         |
| 3     | Calgary        | 15 km Classique  | 15 décembre 1989 | Larisa Lazutina     | Trude Dybendahl     | Svetlana Nagueïkina |
| 4     | Moscou         | 7,5 km Classique | 14 janvier 1990  | Trude Dybendahl     | Raisa Smetanina     | Larisa Lazutina     |
| 5     | Pontresina     | 15 km Libre      | 18 février 1990  | Manuela Di Centa    | Elena Välbe         | Larisa Lazutina     |
| 6     | Val di Fiemme  | 10 km Libre      | 20 février 1990  | Elena Välbe         | Lioubov Iegorova    | Svetlana Nagueïkina |
| 7     | Bohinj         | 10 km Classique  | 25 février 1990  | Svetlana Nagueïkina | Lioubov Iegorova    | Trude Dybendahl     |
| 8     | Lahti          | 5 km Libre       | 2 mars 1990      | Elena Välbe         | Svetlana Nagueïkina | Larisa Lazutina     |
| 9     | Sollefteå      | 30 km Libre      | 7 mars 1990      | Manuela Di Centa    | Gabriele Heß        | Elena Välbe         |
| 10    | Örnsköldsvik   | 10 km Classique  | 10 mars 1990     | Trude Dybendahl     | Manuela Di Centa    | Larisa Lazutina     |
| 11    | Vang           | 20 km            | 17 mars 1990     | Trude Dybendahl     | Larisa Lazutina     | Lioubov Iegorova    |